# Metopilio diazi
Espèce
Metopilio diazi est une espèce d'opilions eupnois de la famille des Globipedidae.

## Distribution
Cette espèce est endémique du Michoacán au Mexique. Elle se rencontre vers Uruapan.

## Description
Le mâle holotype mesure 3,3 mm et la femelle paratype 4,1 mm.

## Systématique et taxinomie
Cette espèce a été décrite par Goodnight et Goodnight en 1945.

## Étymologie
Cette espèce est nommée en l'honneur de M. Diaz.

## Publication originale
- Goodnight & Goodnight, 1945 : « Additional Phalangida from Mexico. » American Museum Novitates, no 1281, p. 1–17 (texte intégral).